# Tafea Football Club
El Tafea Football Club es un club de fútbol de Vanuatu de la ciudad de Port Vila en Éfaté. Fue fundado en 1994 y participa en la Liga de Fútbol de Port Vila.
El club tiene una rica historia en la Primera División de Vanuatu, ya que es el máximo ganador de la liga. Además, llegó a la final del Campeonato de Clubes de Oceanía 2001, en la que perdió ante el Wollongong Wolves de Australia.
Este club posee el récord mundial de ligas ganadas consecutivamente con un total de 15, desde 1994 hasta 2009.

## Palmarés
- Primera División de Vanuatu (4): 2005, 2009, 2013 y 2014.
- Liga de Fútbol de Port Vila (16): 1994, 1995, 1996, 1997, 1998, 1999, 2000, 2001, 2002, 2003, 2004, 2005, 2006, 2007, 2008/09 y 2019.
- Port Vila Shield (2): 2013 y 2014.
- TVL Smile Cup (1): 2014.